# Scuola dei Laneri (Venise)
La Scuola  de San Bernardino dei Laneri  abritait l’école de dévotion et de charité de l’art des métiers du tissu de Venise. Elle est située salizada San Pantalon dans le sestiere de Dorsoduro.

## Historique
La Scuola dei Laneri est née en 1272. Elle se réunissait alors dans un lieu situé dans la ruga San Nicolò, près de Rialto.
Le siège de la Scuola dei Laneri fut déménagé salizada San Pantalon n° 131 à Dorsoduro à la fin du XVIe siècle. Détruit par un incendie en 1620, il sera reconstruit en 1633 selon un dessin de Longhena. Le patron de la scuola était Bernardin de Sienne, qui avait son autel dans l'église San Pantalon dès 1541.
Après la suppression de la schola à cause des édits napoléoniens, le bâtiment fut utilisé pendant un certain temps comme cinéma; aujourd'hui c'est le siège de l'oratoire dépendant des Tolentini.

## L'art des laneri
L'art des laneri était constitué sous la forme d'une magistrature civique, appelée Camera del Purgo, dont le quartier général se tenait le long de la fondamenta de la Crose. 
La fortune dont bénéficiait la tisserie vénitienne pendant le XVIe siècle était principalement due à sa compacité et à sa lourdeur. Pour en garantir le traitement, chaque tissu arrivait tamponné avec le seau de San Marco pour certifier la provenance et la qualité du produit. 
L'art des laneri comportait diverses branches (colonnelli) :
- les drappieri : vendeurs de tissus de laine sous les portiques du Rialto, soumis au contrôlé des stimadori de draps
- les filaresse o filere a molinello e a rocha : fileuses
- les folladori e gualcaori con pedi : fouleurs
- les ciovaroli a le ciovére : claudadori et tiradori
- les verghesini : batteurs de laine (dès 1773)
- les garzoti ou pettinatori : peigneurs de laine
- les scartesini' : cardaient la laine avec des peignes de fer gaffés (dès 1773)
- les cimolini : préparaient la laine au filage

D'après un recensement de 1773, l'art des laneri comportait 175 capimaestri, 20 garzoni et 200 ouvriers; celui des drappieri 9 boutiques ; les cimolini 10 ouvriers.
En 1786, le sénat décide d'abolir les arts des Laneri, Tesseri, Cimadori et des Sopressadori de panilani. Leurs biens passent à la camera del Purgo. Leurs mariegole sont abolies.

### Les chiovere
L'interprétation étymologique de c(h)iovere le ferait dériver de ciovi (clous). 
Il s'agissait de grands espaces ouverts de terre servant à suspendre et sécher les vêtements de laine après teinture sur des séchoirs en bois, où de nombreux clous étaient enfoncés pour disposer les cordes, en longues lignes bien nettes ; en même temps, les terres herbeuses servaient aussi de pâturage pour les moutons et ce jusqu'au début du XXe siècle, lorsque les terrains sont bâtis.
L'Art du ciovaroli a le ciovére, créé en 1593, rassemblait les ouvriers claudadori (usufruitiers du ciovére) et tiradori, qui tirar (étirer) les étoffes selon les mesures prescrites par la loi. Au fil du temps, les deux ont reçu le nom commun de ciovaroli (travailleurs de la chiovere).